# Последний наёмник (фильм, 2021)
«Последний наёмник» (фр. Le dernier mercenaire) — французский комедийный боевик 2021 года с Жан-Клодом Ван Даммом в главной роли, релиз которого состоялся на Netflix. Получил негативные отзывы из-за сценария, при этом игра Ван Дамма была оценена высоко.

## Сюжет
Главный герой фильма — отставной агент спецслужб, скрывшийся от правительства много лет назад. Он возвращается во Францию, чтобы помочь сыну, обвинённому в торговле наркотиками и оружием.

## В ролях
- Жан-Клод Ван Дамм — Ришар Брумер
- Альбан Иванов — министр Александр Лазар
- Асса Силла — Далила
- Самир Декацца — Арчибальд Аль-Махмуд
- Нассим Си Ахмед — Семён Диамант Новак, подставной Арчибальд Аль-Махмуд
- Эрик Жюдор — Поль Лесюёр
- Миу-Миу — Маргерит
- Патрик Тимси — Майор Жуар
- Валери Каприски — Министр Сивардьер
- Джимо — Момо
- Мишель Кремадес — Фернан Бушар
- Майк Гассэвей — Шеф Сандерс
- Алексей Горбунов — Мистер Иванович
- Филипп Морье-Жену — Генерал Гюго

## Создание и оценки
Режиссёром фильма стал Давид Шарон, сценарий написал Исмаэль Си Саване. Роли в картине получили Жан-Клод Ван Дамм, Альбан Иванов, Асса Силла, Самир Декацца. Премьера «Последнего наёмника» состоялась 30 июля 2021 года на стриминговой платформе Netflix.
На сайте-агрегаторе рецензий Rotten Tomatoes рейтинг «Последнего наёмника» составил 58 % при средней оценке 5,3/10. На сайте Metacritic фильм получил 48 баллов из 100, что указывает на «смешанные или средние отзывы». Обозреватель «Фильм.ру» Ефим Гугнин охарактеризовал картину как «эксцентричную экшен-комедию, в которой слишком мало Ван Дамма и слишком много несмешных шуток», как «глуповатый и несмешной фарс, где бал правит вовсе не старина Ван Дамм, а кучка раздражающих второстепенных персонажей». При этом, по мнению Гугнина, главный актёр показывает прекрасную физическую форму и отличную игру.
Рецензент «Киноафиши», раскритиковавший юмор, хаотичный сюжет и беспомощные диалоги, отметил, что Ван Дамм в «Последнем наёмнике» выглядит «изрядно понурым и катастрофически постаревшим», хотя в сценах драк он по-прежнему на высоте. Критик уверен: «карьеру Ван Дамма сей опус, к большому сожалению, не реанимирует, лишь пополнив каталог провальных проектов актера».